# Nordahl Grieg
Nordahl Grieg (Bergen, 1º novembre 1902 – Berlino, 2 dicembre 1943) è stato uno scrittore, giornalista e attivista norvegese. Fu un poeta famoso ed una figura pubblica controversa del suo periodo. Convinto stalinista

## Biografia
Nordahl Grieg nacque a Bergen, in Norvegia. Esordì nel 1922 con il suo primo libro di poesie basato sulle sue esperienze di navigazione, così come Skibet gaar videre pubblicato nel 1924. Nel 1927 fu corrispondente in Cina, dove assistette in prima persona alla guerra civile tra il Kuomintang e i comunisti.
La sua opera teatrale del 1935 Vår ære og vår makt descriveva la vita dei marinai norvegesi durante la prima guerra mondiale, in cui la Norvegia rimase neutrale e commerciava con entrambe le parti. 
Dal 1933 al 1935 visse in Unione Sovietica, dove fu ufficialmente invitato a studiare le tecniche del teatro e del cinema sovietico. Successivamente è stato presidente della organizzazione politica Sovjetunionens Venner dal 1935 al 1940. 
Fu corrispondente durante la rivoluzione spagnola.  Nell'inverno del 1939-40, Grieg prestò servizio nell'esercito norvegese nel Finnmark come guardia di neutralità durante la guerra russo-finlandese. Nel 1940, dopo aver prestato servizio durante la campagna di Norvegia contro le forze tedesche, fuggì nel Regno Unito a bordo della stessa nave che trasportava la famiglia reale norvegese e le riserve auree nazionali.
Nell'estate del 1942 Grieg trascorse diverse settimane sull'isola norvegese di Jan Mayen nell'Atlantico settentrionale, durante le quali scrisse la poesia Øya i Ishavet . Come altri corrispondenti di guerra, si unì a missioni operative sull'Europa occupata. Nella notte tra il 2 e il 3 dicembre 1943, Grieg fu uno dei numerosi osservatori di un raid aereo alleato su Berlino. Grieg si unì all'equipaggio di un Lancaster Mk.III che precipitò.
Nordahl Grieg si inserisce nell'Espressionismo prima e nell'Avanguardia poi.

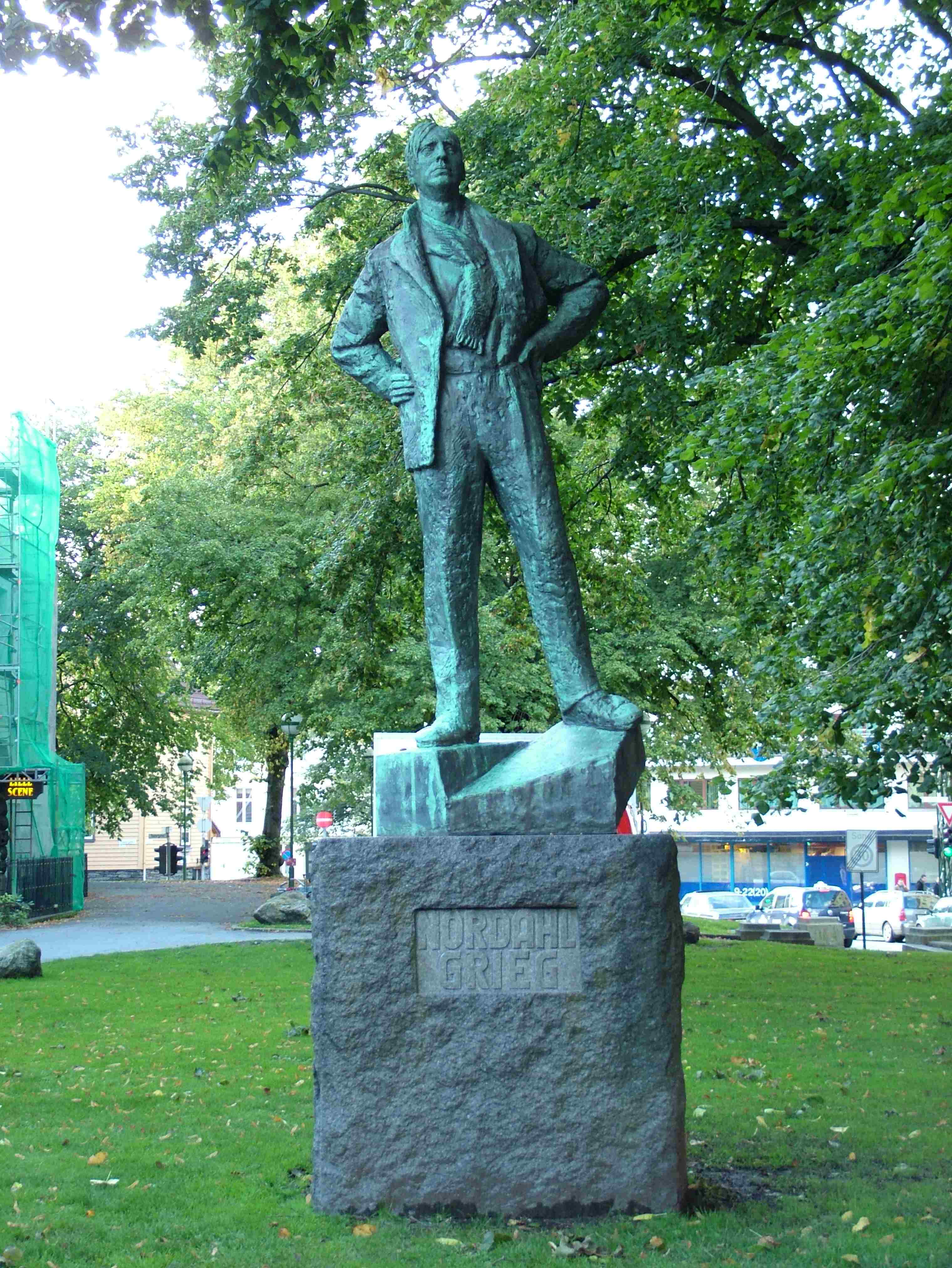
Statua di Nordahl Grieg eretta accanto al teatro Den Nationale Scene di Bergen

## Vita privata
Nel 1940 sposò l'attrice Gerd Egede-Nissen ed era fratello dell'editore Harald Grieg.

## Opere
- Rundt Kap det gode Håp, 1922 - Around the Cape of Good Hope
- Skibet gaar videre, 1924 - The Ship Sails On
- Stene i strømmen, 1925 - Stone in the stream
- Kinesiske dage, 1927 - Chinese Day
- En ung manns Kjærlighet, 1927 - A Young Man's Love
- Barabbas, 1927
- Norge i våre hjerter, 1929 - Norway in our hearts
- Atlanterhavet, 1932 - The Atlantic
- De unge døde, 1932 - The youth died
- Vår ære og vår makt, 1935 - Our Honor and Our Glory
- Men imorgen, 1936 - But Tomorrow
- Nederlaget, 1937 - The Defeat
- Til Ungdommen (Kringsatt av Fiender), 1936 - For the Youth
- Spansk sommer, 1938 - Spanish Summer
- Ung må verden ennu være, 1938 - May the World Stay Young
- Øya i Ishavet, 1942 - The Island in the Ice Sea
- Friheten, 1945 - Freedom
- Flagget, 1945 - The Flag
- Håbet, 1946 - Hope

## Nella cultura di massa
Il film Gold Run - L'oro di Hitler descrive la sua partecipazione nel 1940 alla missione segreta del trasferimento delle riserve auree norvegesi durante la seconda guerra mondiale. Nella pellicola è interpretato dall'attore Morten Svartveit.